# Pfarrkirche Göttlesbrunn

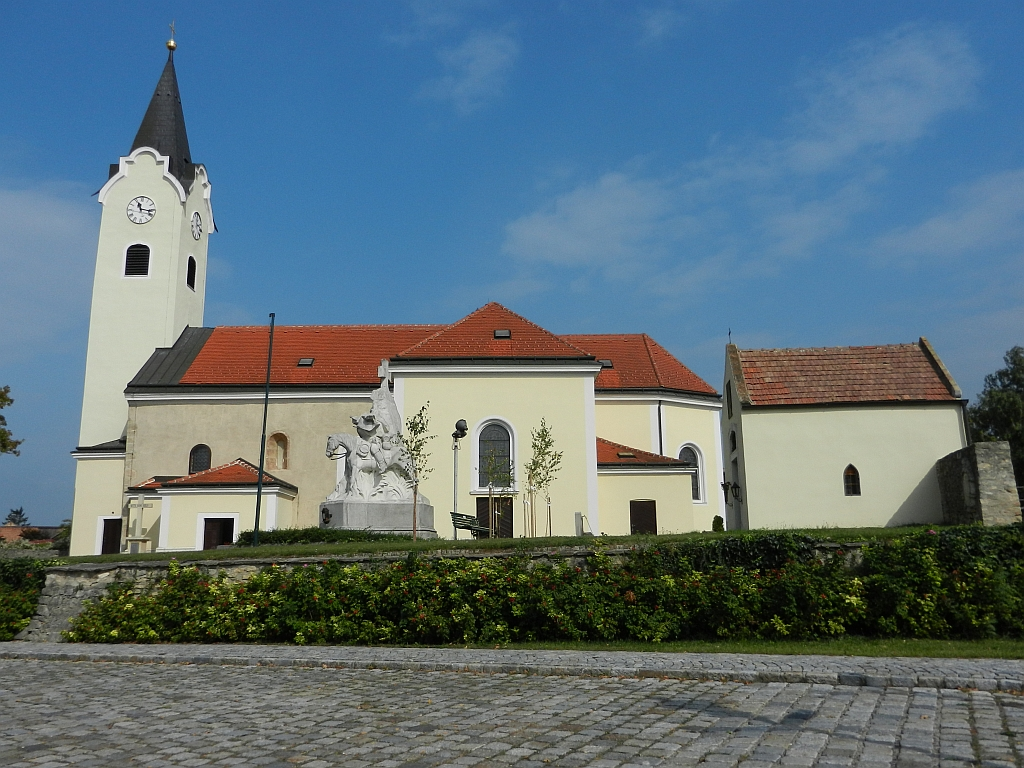
Kath. Pfarrkirche Hll. Philipp und Jakob in Göttlesbrunn

Die römisch-katholische Pfarrkirche Göttlesbrunn steht am Ostende des Ortes Göttlesbrunn in der Gemeinde Göttlesbrunn-Arbesthal im Bezirk Bruck an der Leitha in Niederösterreich. Die Pfarrkirche St. Philippus und Jakobus gehört zum Dekanat Bruck an der Leitha im Vikariat Unter dem Wienerwald der Erzdiözese Wien. Die Kirche steht unter Denkmalschutz.

## Geschichte
Die ehemalige Wehrkirche (1159) als Filialkirche von Bruck an der Leitha war bis 1784 dem Stift St. Pölten inkorporiert. Die Pfarrrechte wurden 1248 urkundlich genannt. Der Friedhof mit einer Wehrmauer wurde 1298 urkundlich genannt. Die Kirche wurde 1740 endgültig zur Pfarrkirche erhoben. Nach einem Brand (1873) wurde der ehemalige Rechteckchor abgebrochen und 1874 neu errichtet. Der Platz bei der Pfarrkirche wurde nach dem ehemaligen Pfarrer Bruno Heinrich (1908–1992) auf Abt-Bruno-Heinrich-Platz benannt.

## Architektur
Die Kirche steht am Ostende des Ortes Göttlesbrunn auf einer künstlichen Erdplattform und war anfangs von einem Friedhof und einer Wehrmauer umgeben. Der Kirchenbau auf Kreuzgrundriss mit einem romanischen Langhaus und einer querschiffartigen Osterweiterung und einem Chor aus 1874 hat einen Westturm.

## Ausstattung
Den Volksaltar (1961) und ein Kruzifix (1964) gestaltete der Bildhauer Heribert Mader. Die Orgel aus 1965 mit 10 Registern wurde von Rudolf Novak gebaut.